# Centre-Sud
Centre-Sud is een van de dertien bestuurlijke regio's van Burkina Faso. De regio ligt in het centraal-zuiden van dat land en heeft 610.000 inwoners op 11.000 vierkante kilometer. De regionale hoofdstad is Manga. In Centre-Sud is het Nationaal Park Kaboré-Tambi gelegen.
Centre-Sud grenst in het noorden aan de hoofdstedelijke regio Centre, in het noordoosten aan Plateau-Central, in het oosten aan Centre-Est, in het zuiden aan de buurlanden Togo en Ghana en in het westen aan Centre-Ouest.

## Provincies
Centre-Sud bestaat uit drie provincies:
- Bazéga
- Nahouri
- Zoundwéogo

Deze zijn op hun beurt verder onderverdeeld in negentien departementen.
Boucle du Mouhoun · Cascades · Centre · Centre-Est · Centre-Nord · Centre-Ouest · Centre-Sud · Est · Hauts-Bassins · Nord · Plateau-Central · Sahel · Sud-Ouest